# 鎌ケ谷市立五本松小学校
鎌ケ谷市立五本松小学校（かまがやしりつ ごほんまつしょうがっこう）は、千葉県鎌ケ谷市南初富一丁目にある公立小学校。

## 沿革
- 昭和53年（1978年）4月1日 - 初富字五本松に開校。初年度の児童数は577人（16学級）[1]。
- 昭和56年（1981年）6月1日 - 住居表示実施により、所在地の住所が南初富一丁目16-1となる。

## 学区
- 大字初富のうち 858番地-866番地、919番地、921番地-924番地の全部と、928番地の一部
- 南初富一丁目（全域）
- 南初富二丁目のうち 1番の1号-18号、2番-18番
- 南初富三丁目のうち 1番-17番
- 中央一丁目のうち 13番-18番
- 中央二丁目のうち 4番-23番の全部と、3番の一部
- 新鎌ケ谷二丁目のうち 7番-21番
- 新鎌ケ谷三丁目のうち 3番-22番
- 新鎌ケ谷四丁目（全域）
- 大字粟野のうち 28番地-40番地

※2022年9月現在